# Пиденич, Александр Иванович
Александр Иванович Пиденич (род. 1947) — советский и киргизский футбольный тренер.

## Биография
В советский период работал детским тренером во фрунзенских РСДЮСШОР и ЦОР. В 1983 году входил в тренерский штаб старшей команды ЦОР, выступавшей во второй лиге СССР, а в 1984—1985 годах работал в тренерском штабе «Алги».
По состоянию на 1999 год был исполнительным директором Федерации футбола Кыргызской Республики по г. Бишкеку.
В первой половине сезона 2005 года работал главным тренером клуба «Абдыш-Ата». Несмотря на то, что команда после первой половины сезона шла на третьем месте, тренер летом уступил пост Рахиму Стамкулову, в итоге «Абдыш-Ата» финишировала четвёртой. В дальнейшем продолжал работать в системе «Абдыш-Аты» — по состоянию на 2009 год был заместителем директора клуба, в 2010 году тренировал детскую команду 1995 г.р..